# Igal Roodenko

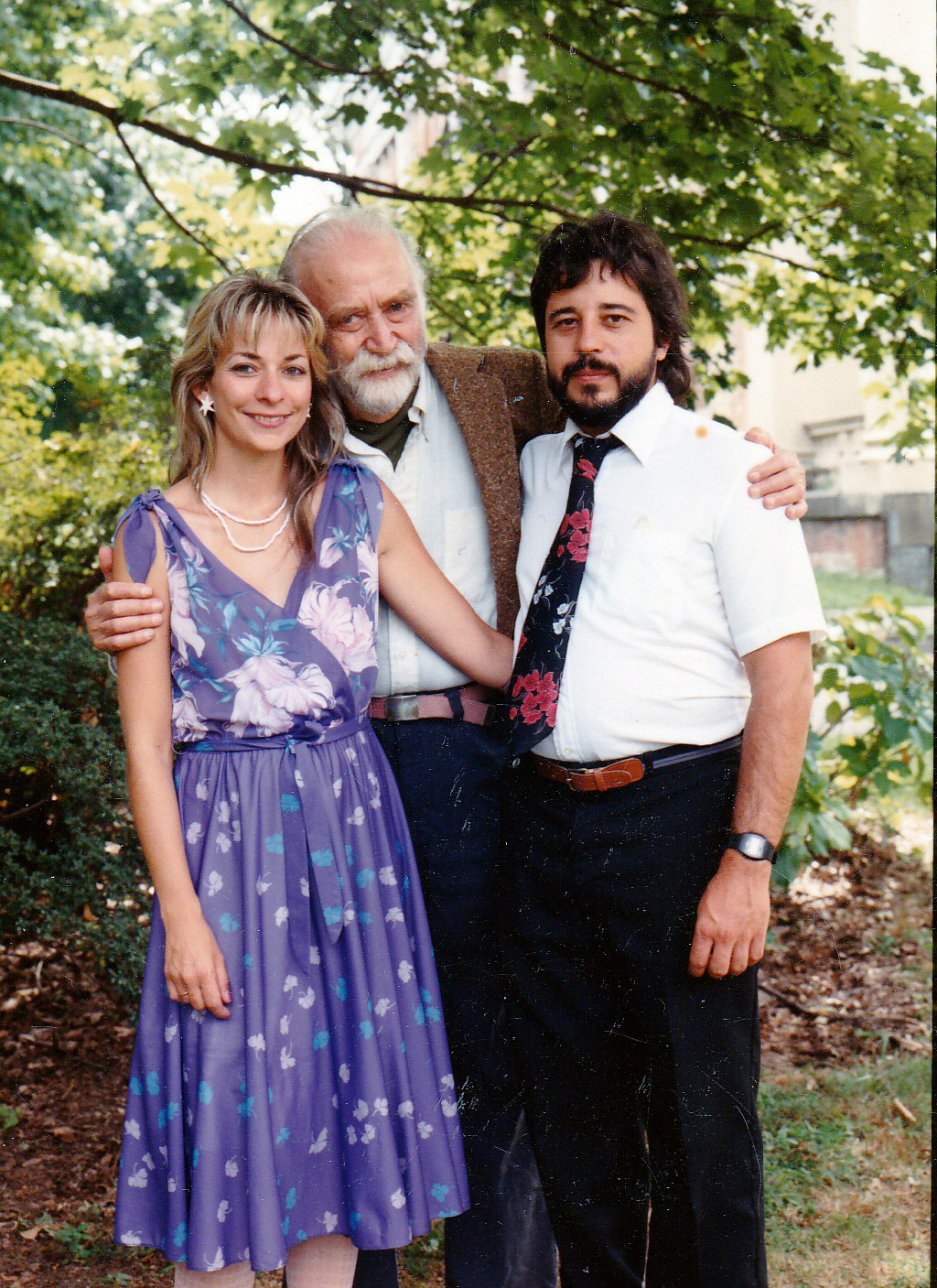
Igal Roodenko mit seiner Nichte und ihrem Mann 1987

Igal Roodenko (* 8. Februar 1917 in New York City; † 28. April 1991) war ein US-amerikanischer Bürgerrechtsaktivist, Pazifist und Anarchist.

## Biografie
Roodenko studierte von 1934 bis 1938 an der Cornell University und erwarb einen Abschluss in Gartenbau. 
Eine Tätigkeit als Zivilangestellter im Kriegsministerium, die ihn vor dem Kriegsdienst bewahrt hätte, lehnte er ab. Deshalb verbrachte er die Zeit des Zweiten Weltkriegs zunächst in einem Lager für Kriegsdienstverweigerer und, nach einem Streik dort, bis Dezember 1946 im Gefängnis in Sandstone, Minnesota.
1947 wurde er zusammen mit Bayard Rustin verhaftet, weil er vorsätzlich das in North Carolina geltende Gesetz zur Rassentrennung in öffentlichen Verkehrsmitteln verletzt hatte.
Während Rustin zu 30 Tagen Zwangsarbeit verurteilt wurde, erhielt Roodenko 90 Tage Zwangsarbeit, um ihm „eine Lektion zu erteilen“, so der Richter, „es ist an der Zeit, dass ihr Juden aus New York lernt, dass ihr nicht mit euren Negern hier herunterkommen könnt und die Gebräuche des Südens umzustürzen.“
Politisch aktiv – bis an sein Lebensende – war er in der War Resisters League (WRL), der US-amerikanischen Sektion der War Resisters’ International (WRI).

## Auszeichnungen
1979 erhielt Roodenko den War Resisters League Peace Award
| Personendaten    | Personendaten                                        |
| ---------------- | ---------------------------------------------------- |
| NAME             | Roodenko, Igal                                       |
| KURZBESCHREIBUNG | US-amerikanischer Bürgerrechtsaktivist und Anarchist |
| GEBURTSDATUM     | 8. Februar 1917                                      |
| GEBURTSORT       | New York City                                        |
| STERBEDATUM      | 28. April 1991                                       |